# Pegaspargaza
Pegaspargaza (łac. pegaspargasum) – wielofunkcyjny organiczny związek chemiczny, kowalencyjny koniugat L-asparaginazy pochodzącej z pałeczki okrężnicy (Escherichia coli) z glikolem monometoksypolietylenowym, enzym rozkładający asparaginę, stosowany w leczeniu ostrej białaczki limfoblastycznej.

## Mechanizm działania
Mechanizm działania pegaspargazy jest identyczny jak asparaginazy. Pegaspargaza enzymatyczne rozszczepia asparaginę na kwas asparaginowy i amoniak. Brak L-asparaginy we krwi powoduje zahamowanie syntezy białek oraz  syntezy kwasów nukleinowych, szczególnie wywodzących się z limfocytów T, które mają niewielką zdolność syntetyzowania L-asparaginy i co prowadzi do ich apoptozy. Pegaspargaza wykazuje najwyższą aktywność w fazie G1 cyklu komórkowego. 

## Zastosowanie

### Unia Europejska
- element skojarzonego leczenia ostrej białaczki limfoblastycznej u dzieci i młodzieży od urodzenia do 18 lat oraz u dorosłych[4]

### Stany Zjednoczone
- leczenie pierwszego rzutu ostrej białaczki limfoblastycznej[2]
- leczenie ostrej białaczki limfoblastycznej u pacjentów z nadwrażliwością na aspraginazę[2]

Pegaspargaza znajduje się na wzorcowej liście podstawowych leków Światowej Organizacji Zdrowia (WHO Model Lists of Essential Medicines) (2019).
Pegaspargaza jest dopuszczona do obrotu w Polsce (2020).

## Działania niepożądane
Pegaspargaza może powodować następujące działania niepożądane u ponad 10% pacjentów: gorączka neutropeniczna, ostre zapalenie trzustki, biegunka, ból brzucha, nudności, niealkoholowe stłuszczeniowe zapalenie wątroby, hepatotoksyczność, nadwrażliwość, pokrzywka, reakcja anafilaktyczna, zmniejszenie masy ciała, zmniejszony apetyt, wysypka, zakrzep oraz  hipoalbuminemia, zwiększona aktywność aminotransferazy alaninowej, zwiększona aktywność aminotransferazy asparaginianowej, hipertrójglicerydemia, zmniejszone stężenie fibrynogenu, zwiększona aktywność lipazy, zwiększona aktywność amylazy, wydłużony czas częściowej tromboplastyny po aktywacji, hiperglikemia, zwiększone stężenie bilirubiny w osoczu. 

## Dawkowanie
Zalecane dawkowanie pegaspargazy:
- u pacjentów w wieku ≤ 21 lat 2500 j co 14 dni
- u pacjentów w wieku > 21 lat 2000 j co 14 dni

Nie ma potrzeby modyfikowania dawki u pacjentów z niewydolnością nerek oraz niewydolnością wątroby. 